# Maniquí muntanyenc occidental
El maniquí muntanyenc occidental (Lonchura montana) és un ocell de la família dels estríldids (Estrildidae).

## Hàbitat i distribució
Habita praderies alpines i roques de l'oest de Nova Guinea, al districte de Sudirman.